# Musadi
Musadi est une commune de la ville de Mwene-Ditu en république démocratique du Congo.